# Cacozeliana variegata
Cacozeliana variegata is een slakkensoort uit de familie van de Cerithiidae. De wetenschappelijke naam van de soort is voor het eerst geldig gepubliceerd in 1894 door Henn & Brazier als Bittium variegatum.